# Javaanse muskaatduif
De Javaanse muskaatduif (Ducula lacernulata) is een vogel uit de familie der Columbidae (Duiven en tortelduiven).

## Verspreiding en leefgebied
Deze soort komt voor op Java en de Kleine Soenda-eilanden en telt drie ondersoorten:
- D. l. lacernulata: westelijk en centraal Java.
- D. l. williami: oostelijk Java en Bali.
- D. l. sasakensis: Lombok, Flores, Soembawa (westelijke Kleine Soenda-eilanden).